# نرجا
نرجا (به اسپانیایی: Nerja) یک دهستان‌ در اسپانیا است که در استان مالاگا واقع شده‌است. نرجا ۸۵ کیلومتر مربع مساحت و ۲۱٬۸۱۱ نفر جمعیت دارد و ۲۶ متر بالاتر از سطح دریا واقع شده‌است.

## خواهرخوانده
شهرهای سان خوآن، آرژانتین، پشا و اولن خواهرخوانده‌های نرجا هستند.